# Hartje
Hartje je naseljeno mjesto u Republici Hrvatskoj u Zagrebačkoj županiji. 

## Zemljopis
Administrativno je u sastavu općine Žumberak. Naselje se proteže na površini od 1,73 km². Nalazi se uz Planinarski put Žumberkom (kontrolna točka KT-5).

## Stanovništvo
Prema popisu stanovništva iz 2001. godine u naselju Hartje žive 43 stanovnika i to u 15 kućanstava. Gustoća naseljenosti iznosi 24,86 st./km².
| broj stanovnika | 102   | 116   | 121   | 161   | 144   | 148   | 145   | 154   | 144   | 150   | 136   | 98    | 80    | 64    | 43    | 34    | 27    |
|                 | 1857. | 1869. | 1880. | 1890. | 1900. | 1910. | 1921. | 1931. | 1948. | 1953. | 1961. | 1971. | 1981. | 1991. | 2001. | 2011. | 2021. |